# Gulf Air
 (novembre 2011).
Si vous disposez d'ouvrages ou d'articles de référence ou si vous connaissez des sites web de qualité traitant du thème abordé ici, merci de compléter l'article en donnant les références utiles à sa vérifiabilité et en les liant à la section « Notes et références ».
Pour les articles homonymes, voir GFA.
Gulf Air (Code AITA : GF ; code OACI : GFA) (طيران الخليج) est la compagnie aérienne nationale de Bahreïn. Elle exploite des vols internationaux sur trois continents, depuis son hub à l'aéroport international de Bahreïn à Manama.

## Histoire

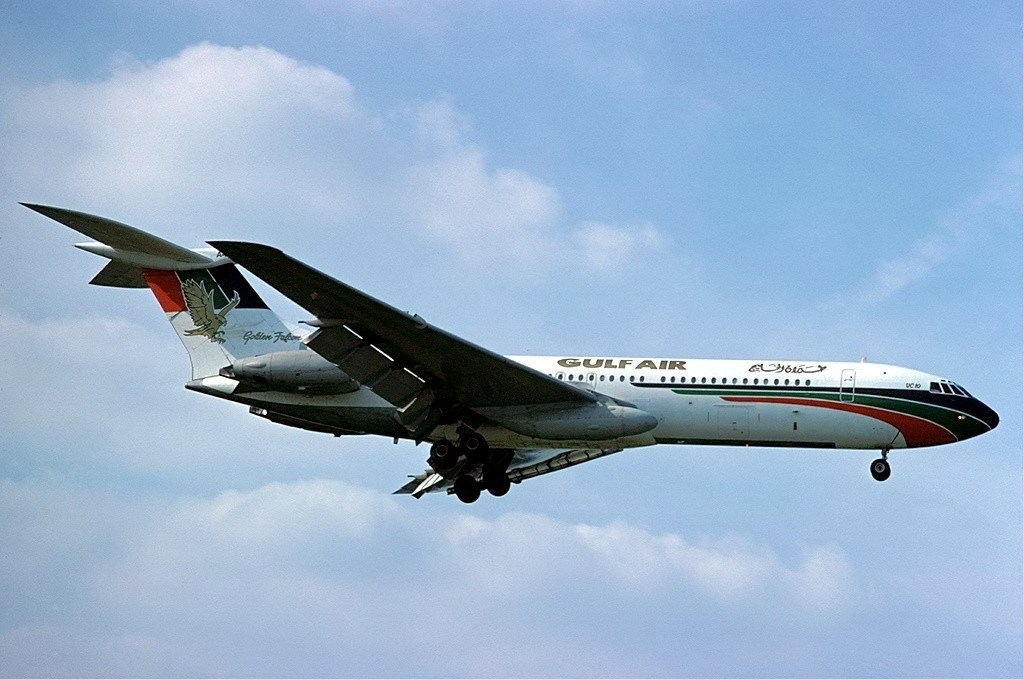
Vickers VC-10 en 1977

Elle a été créée en 1950 pour représenter les pays arabes du golfe persique.
La compagnie était également financée par le royaume de Bahreïn, l'émirat du Qatar, les Émirats arabes unis et le Sultanat d'Oman. Depuis, le Qatar s'est retiré pour se consacrer à Qatar Airways, et l'émirat d'Abou Dabi s'est retiré pour fonder la compagnie Etihad Airways. De 1951 à 1970, BOAC devient l'actionnaire majeur de Gulf Air. En 1970, elle commence à voler vers Londres. En 1976, le Lockheed L-1011 et le Boeing 737 intègrent la flotte de Gulf Air.
En 1981, elle devient un membre de l'IATA. En 1982, elle est la première compagnie aérienne internationale autorisée à atterrir à Riyad. En 1985, elle a un effectif de 4 500 employés, parlant 23 langues. En 1988, elle intègre dans sa flotte le Boeing 767. En 1990, elle célèbre son 40e anniversaire. En 1992, elle est la première compagnie aérienne arabe à voler vers Johannesburg et Melbourne. En mai 1994, elle intègre à sa flotte l'Airbus A340-300. En 1997, elle lance son site internet. En 2000, elle célèbre son 50e anniversaire. En 2003, elle commence à voler vers Athènes. En 2004, Gulf Air reçoit un nombre record de 7,5 millions de passagers au cours de l'année.
Depuis 2004, Gulf Air est le sponsor officiel du Grand Prix de Formule 1 du royaume de Bahreïn. 
Début 2008, elle annonce la commande de 16 Boeing 787 Dreamliner et 8 en option, pour par la suite confirmées, portant la commande à 24 appareils.
En 2008, Gulf Air a inauguré ses nouvelles routes aériennes vers Shanghai et  Hyderâbâd. Le 1er septembre 2009, Gulf Air inaugure sa liaison Bahreïn-Bagdad.

## Destinations
Gulf Air dessert 61 destinations dans 31 pays, en Afrique, en Asie, en Europe et au Moyen-Orient.

## Flotte

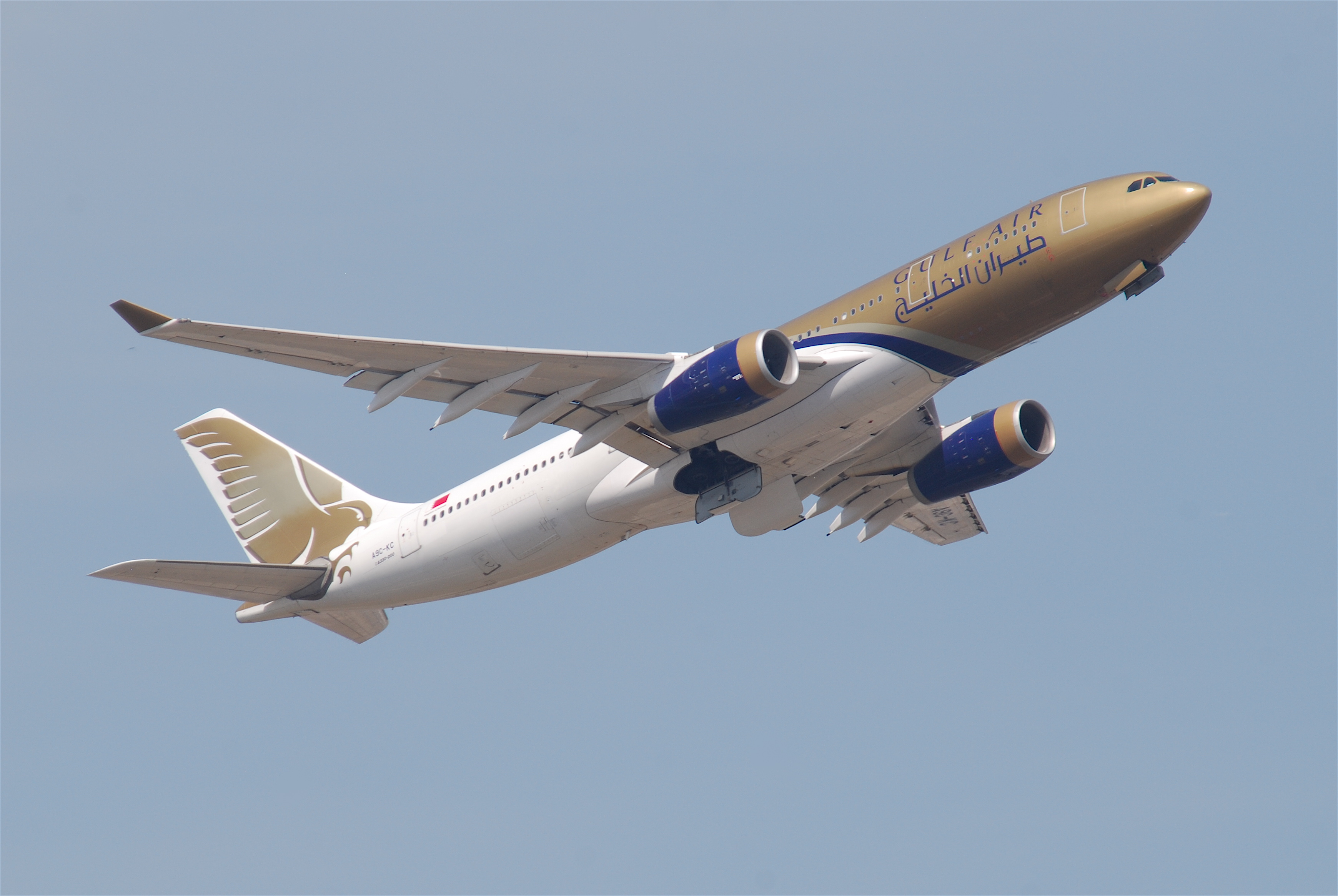
Airbus A330-200 de la Gulf Air

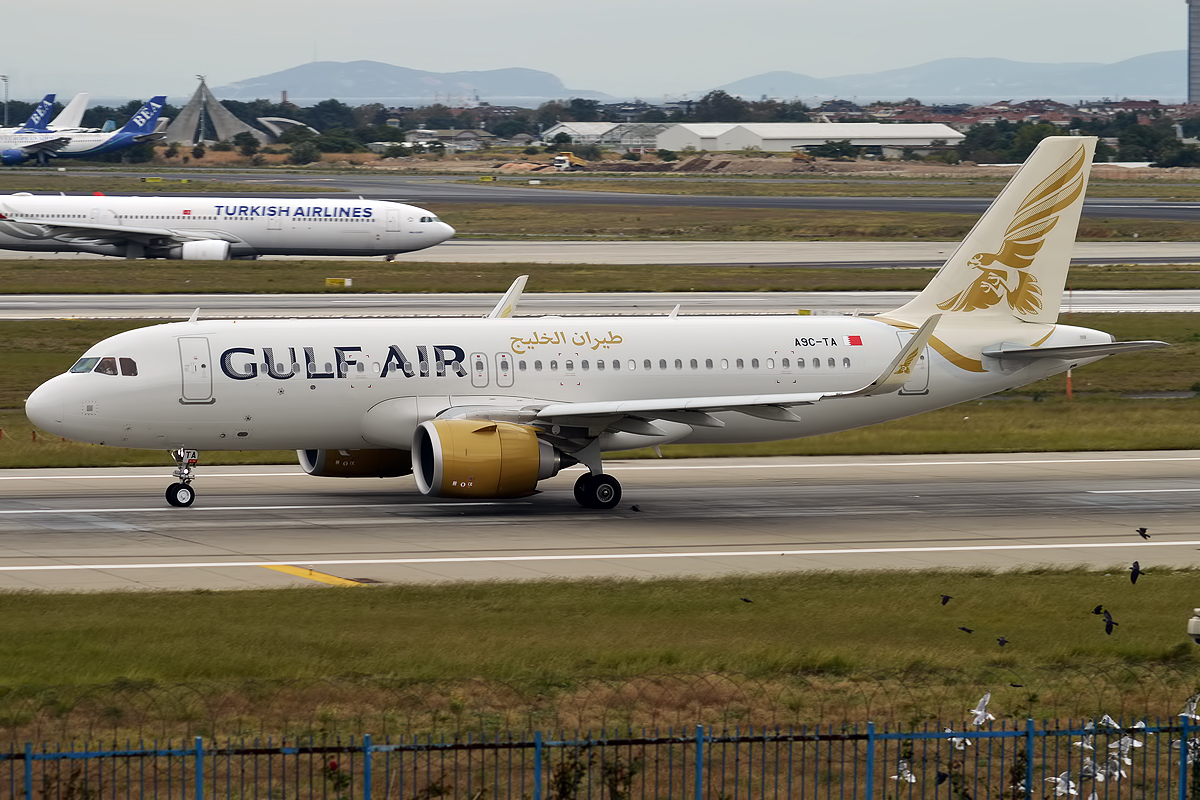
Airbus A320neo de Gulf Air

En septembre 2024, 41 avions sont en service au sein de la flotte de Gulf Air:

## Partenariats
Partage de codes
Gulf Air a des accords de partage de codes avec les compagnies aériennes suivantes:
- American Airlines
- Azerbaijan Airlines
- Biman Bangladesh Airlines
- Cyprus Airways
- EgyptAir
- Ethiopian Airlines
- Indian Airlines (jusqu’à sa fusion avec Air India en 2011).
- KLM
- Malaysia Airlines
- Philippine Airlines
- Royal Jordanian
- Saudia
- Thai Airways International
- Yemenia

## Galerie

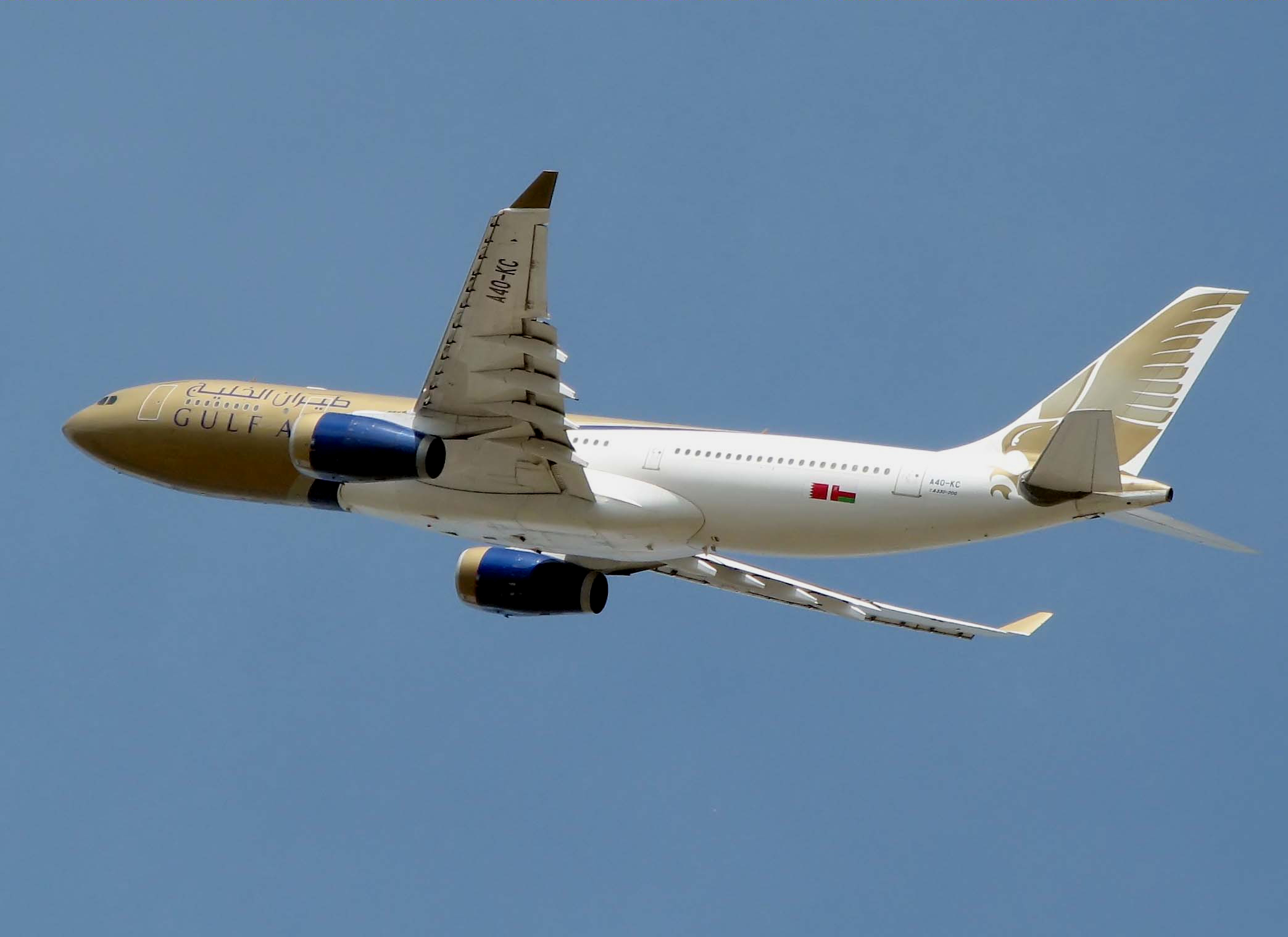
Airbus A330-200
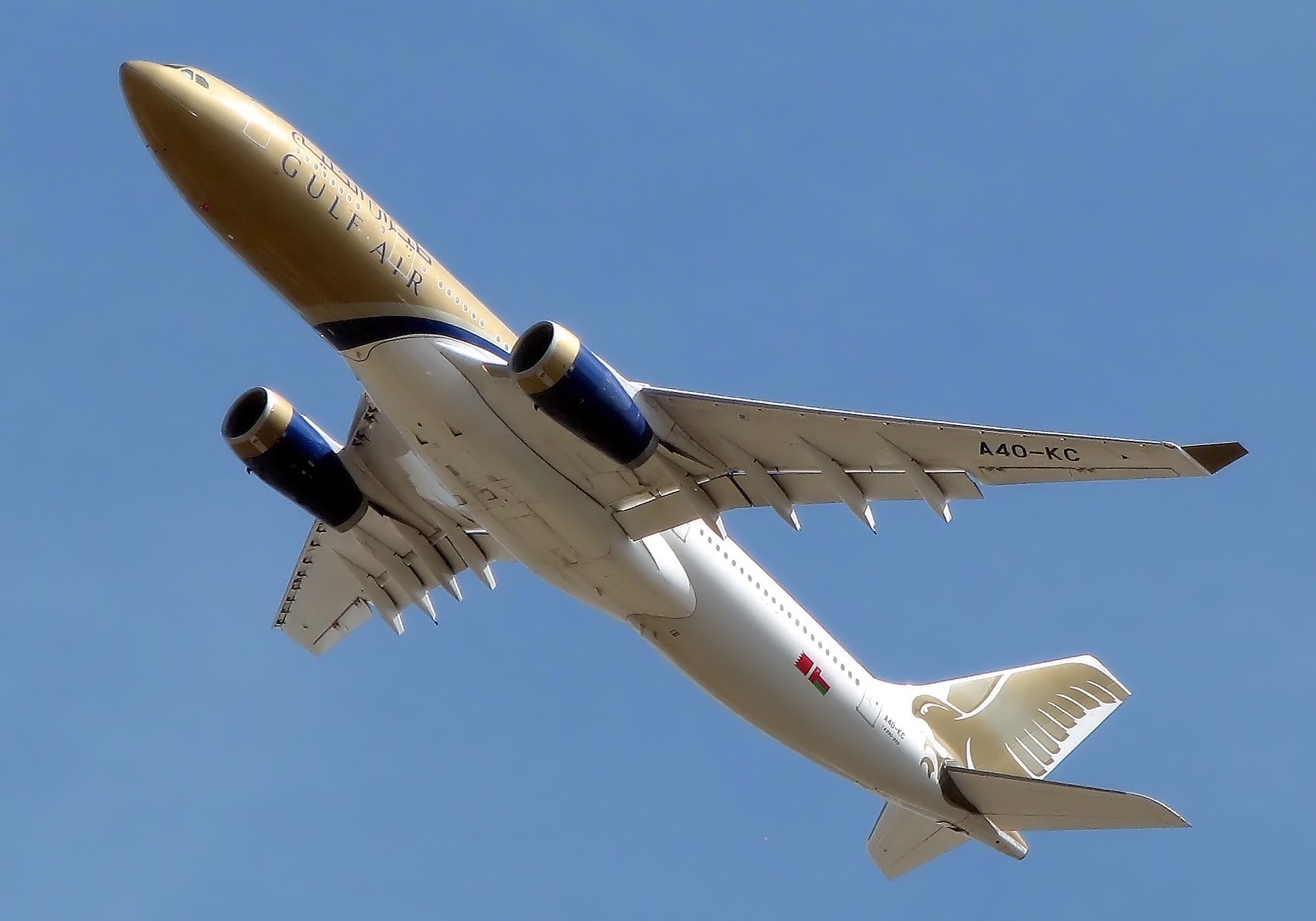
Airbus A330-200
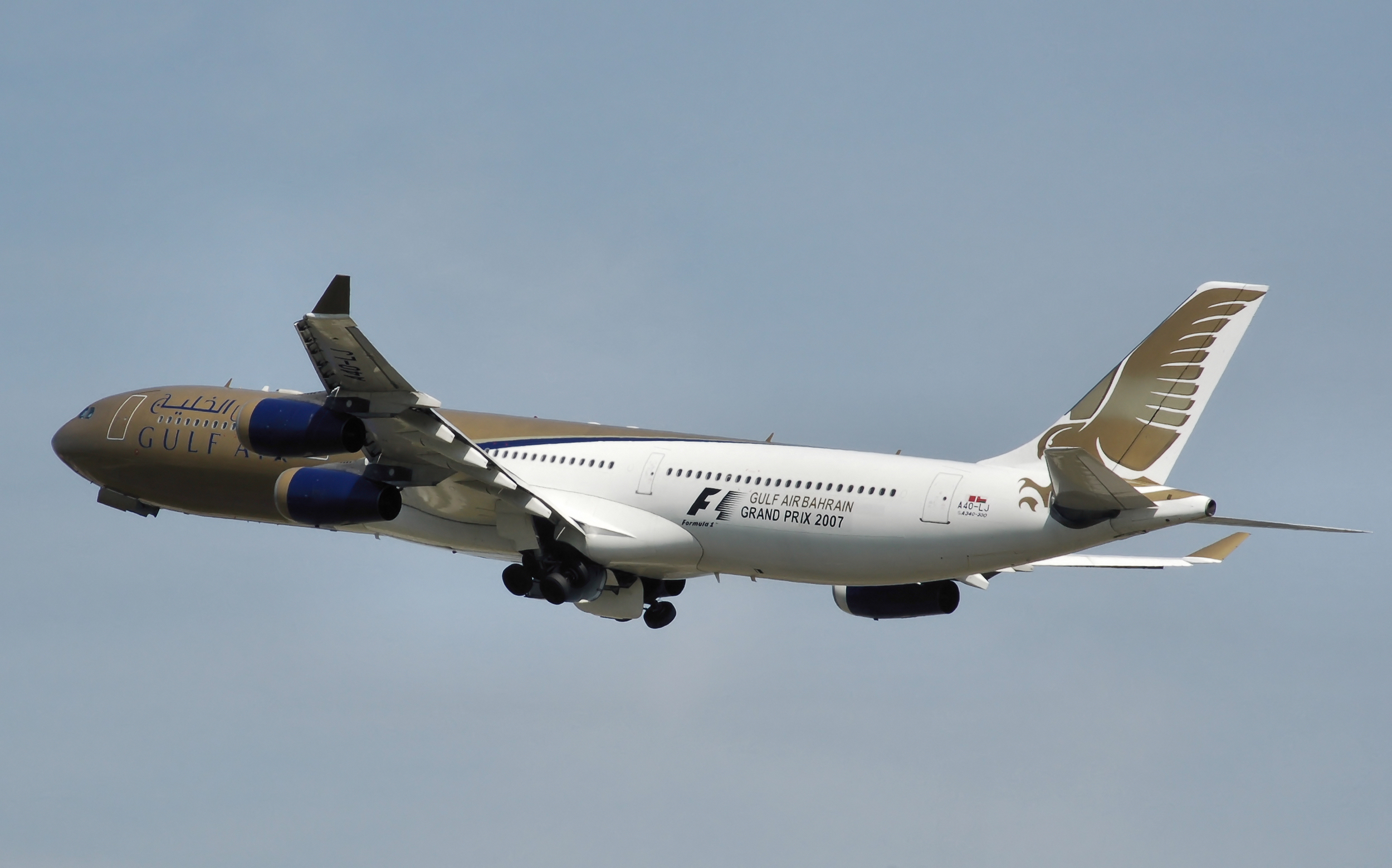
Airbus A340-300
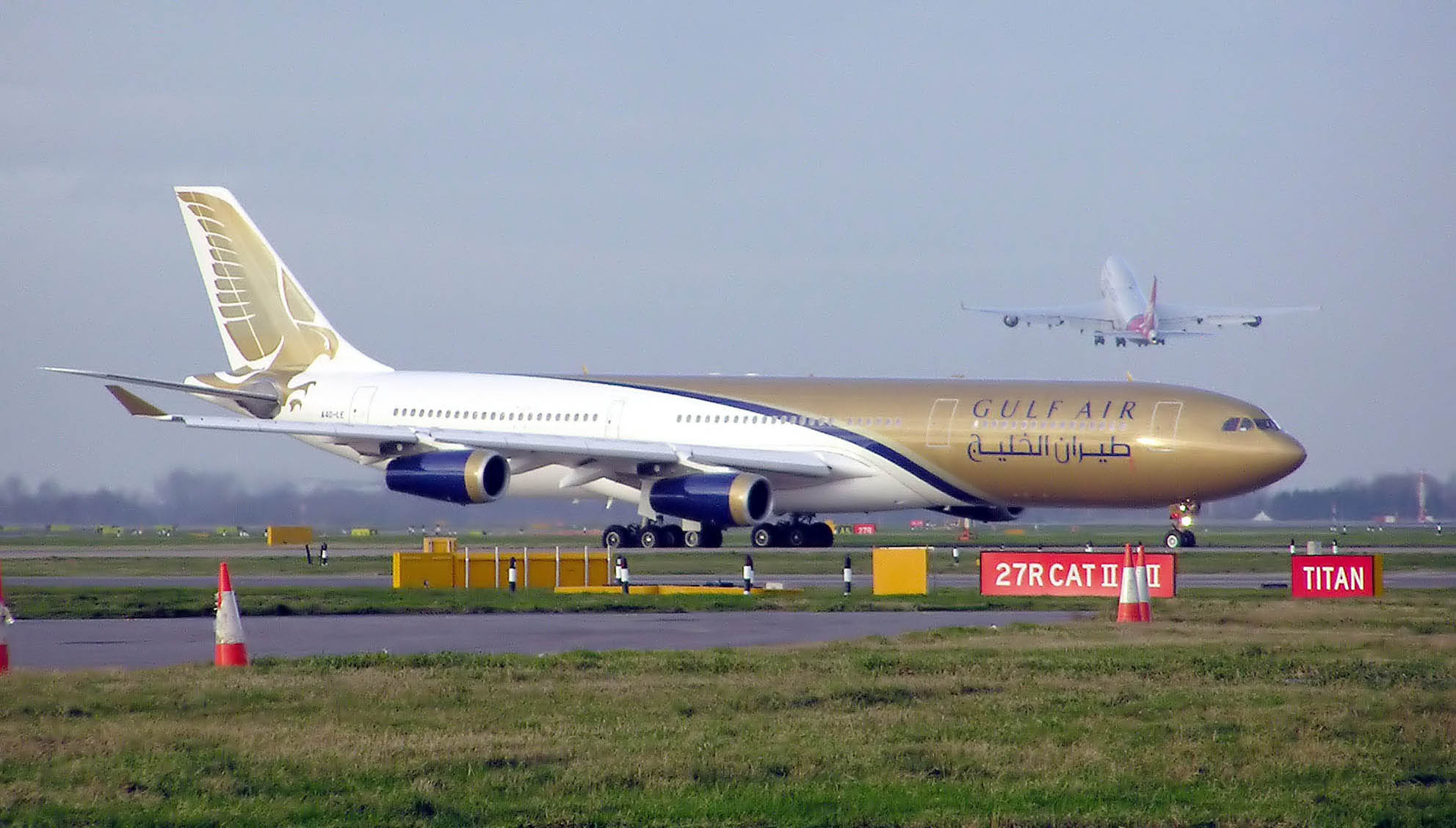
Airbus A340-300